# Tóth István (plébános)
Tóth István (Pápa, Veszprém vármegye, 1836. augusztus 17. – Sopron, 1914. július 13.) katolikus plébános.

## Élete
Gimnáziumi tanulmányait 1850–52-ben Pápán, majd 1853-tól Nagykanizsán, 1854–57-ben Győrött végezte. 1857 és 1861 között teológiát hallgatott Győrött. 1861. július 16-án szentelték pappá. Téten volt káplán, 1863-tól Banán adminisztrátor, 1863-tól Mosonszentjánoson, 1865-től Bogyoszlón, 1867-ben Kapuváron káplán. 1873-tól Abdán és Győrszabadhegyen adminisztrátorként működött, 1873-tól Fertőszéplakon plébános, 1911-től címzetes kanonk.

## Írásai
Cikkeket írt a Magyar Állam, Hazánk, Kathol. Társadalom, Népiskolai Lapok, Sopron c. lapokba és szent beszédeket a Borromaeusba, legtöbbször Fertőmelléki álnéven. Versei 1901/2-ben a Képes Családi Lapokban és a Tolnai Világlapjában jelentek meg.